# Martiniplaza
Martiniplaza är en kultur-, konsert- och sportarena i Groningen, Nederländerna. Komplexet uppfördes 1969, men har senare blivit renoverad och ombyggd flera gånger. Publikkapaciteten varierar beroende på vilken typ av arrangemang, men vanligtvis är den på runt 3 000.